# Zum Grönländer

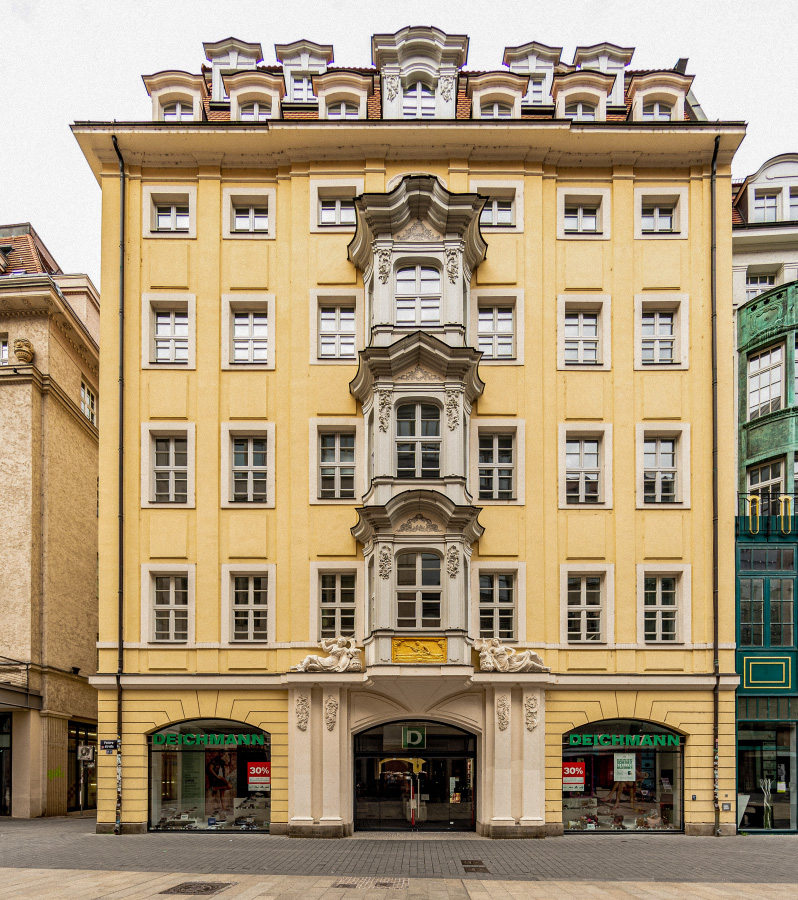
Zum Grönländer (2020)

Zum Grönländer ist der Name eines aus dem 18. Jahrhundert stammenden Geschäftshauses in Leipzig. Das Gebäude ist denkmalgeschützt.

## Lage und Baubeschreibung

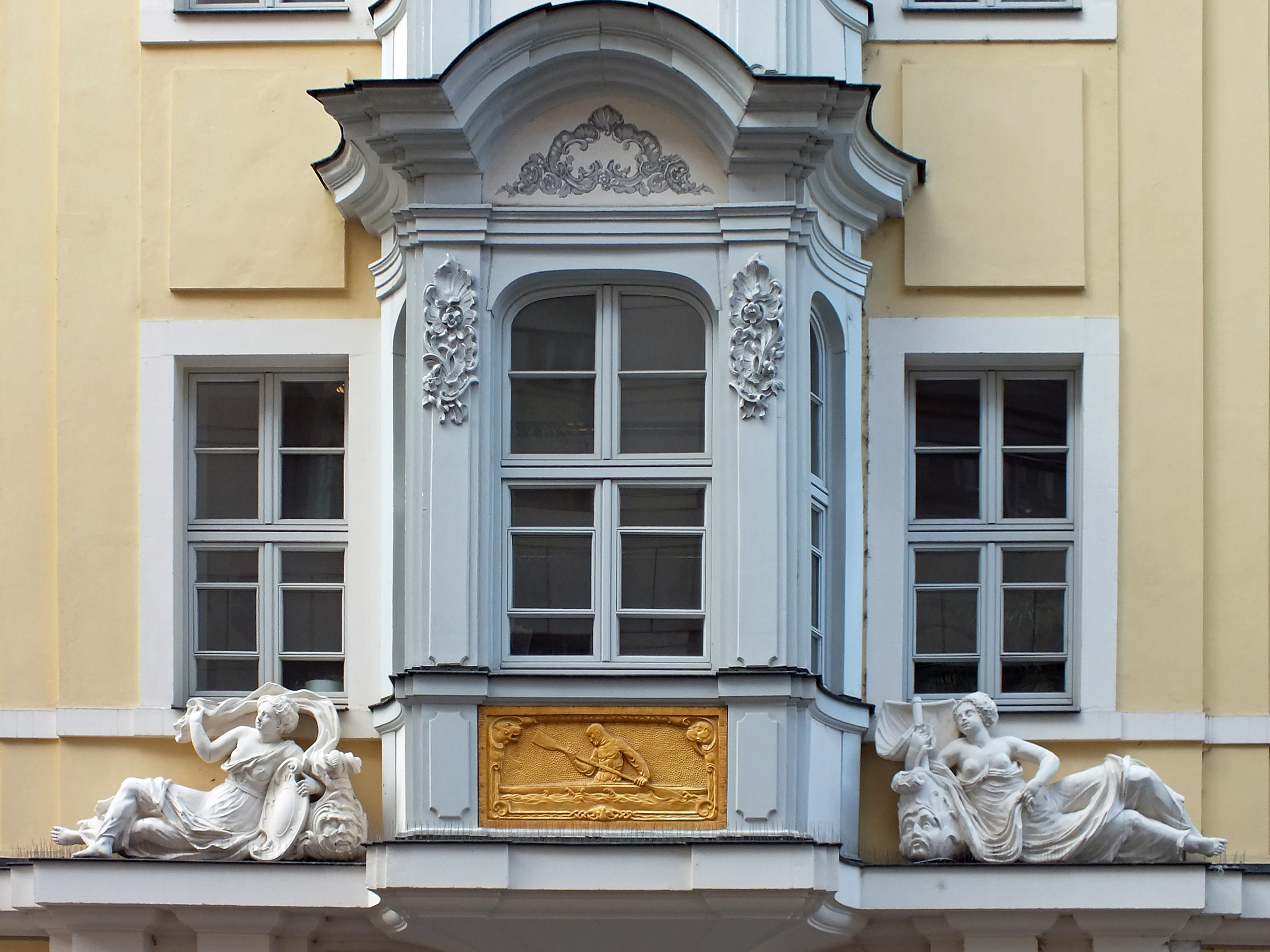
Unterteil des Erkers mit dem Hauszeichen (2014)

Das Haus Zum Grönländer befindet sich in der Leipziger Petersstraße Ecke Sporergäßchen. Es hat die Adresse Petersstraße 24 (früher 13).
Das Gebäude ist eine Vierseitanlage um einen rechteckigen Hof von 15 mal 7 Metern. Der zur Petersstraße gewandte Teil ist fünfstöckig und hat sieben Fensterachsen. Die Mittelachse des Baus ziert ein kunstvoller, dreigeschossiger Kastenerker, der im unteren Bereich von zwei liegenden Frauenfiguren flankiert wird. Dazwischen befindet sich ein goldfarbenes Relief, das einen kajakfahrenden Inuit (Grönländer) darstellt. Das Dach trägt drei Etagen Giebelgauben.
Die übrigen Flügel sind nur vierstöckig. Nach dem Sporergäßchen sind vom Vorderhaus fünf und vom Seitenflügel zehn Fensterachsen gerichtet. Im Sporergäßchen hat die Anlage an ihrem hinteren Ende einen modernen, in Glas und Stahl gestalteten Zugang.

## Geschichte

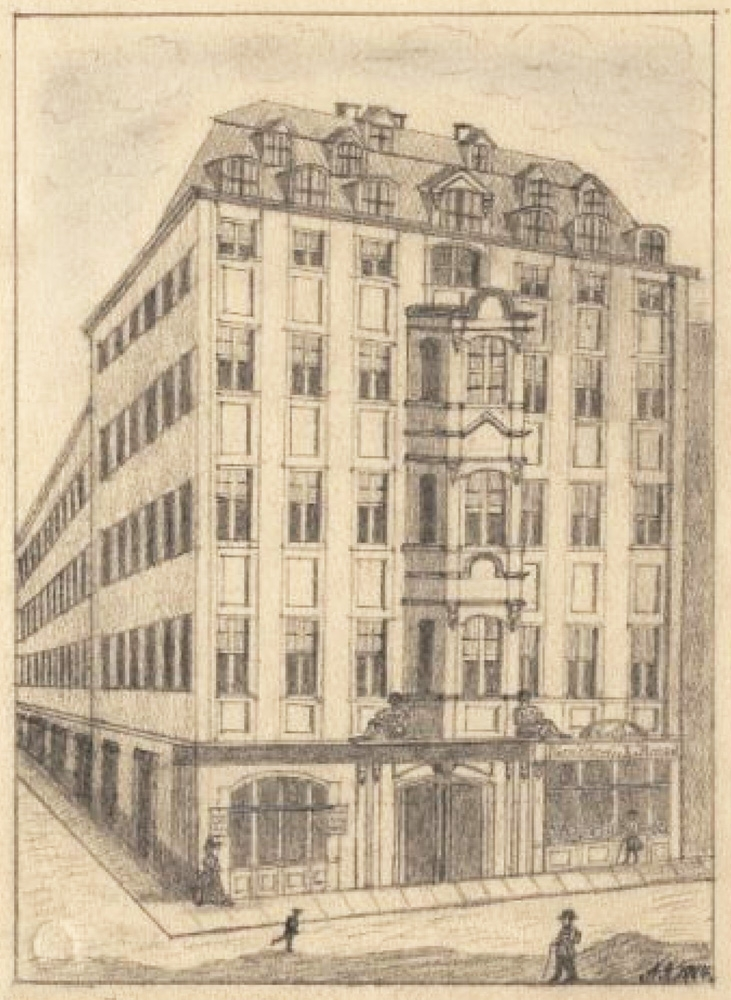
Zum Grönländer 1884, noch als Haugks Haus

Der aus Annaberg stammende Johann Martin Haugk war seit 1746 Meister in der Kramerinnung von Leipzig. Er ließ sich von 1749 bis 1751 vom Leipziger Baumeister George Werner das barocke Bürgerhaus errichten. Es hieß Haugks Haus. Das Haus blieb bis 1885 im Besitz der bereits 1751 in den Adelsstand erhobenen Familie Haugk. Dann erwarb es der Konditor R. Konze.
Um 1790 hatte Martin von Haugk, Enkel des Hauserbauers, ein Schiff zur Jagd auf Robben und Wale an der grönländischen Küste ausgerüstet. Als dieses in Seenot geriet, rettete ein Inuit in einem Kajak zunächst die Mannschaft und leitete dann das Schiff in eine sichere Bucht. Von Haugk lud später den Retter samt Kajak und persönlicher Ausrüstung zum Verbleib nach Leipzig ein. Dieser starb aber unterwegs in Lübeck und wurde dort bestattet, nur das Kajak und eine Holzskulptur mit dem Ebenbild des Inuits erreichten Leipzig. Das Boot war lange im Haus ausgestellt und später auf dem dortigen Dachboden untergebracht, bevor es über Umwege in das Völkerkundemuseum Leipzig kam. Über dem Hauseingang wurde 1885 das Relief des Grönländers angebracht.
1908 wurde das Gebäude Messehaus und erhielt den offiziellen Namen Zum Grönländer.
Das stark in Verfall geratene Gebäude wurde von 1992 bis 1994 durch den Architekten Friedrich Gildemeier grundlegend saniert und dabei besonderer Wert auf die Wiederherstellung des historischen Äußeren gelegt. Eine Tafel im Erdgeschoss des Schuhgeschäftes Deichmann erinnert an die Baugeschichte. Das barocke Portal wurde rekonstruiert. Im Inneren sind nur das barocke Treppenhaus und Gewölbe im hinteren Bereich erhalten. Der Hof erhielt ein Glasdach.

## Trivia
Laut der Jean-Paul-Biografin Beatrix Langner nahm der dem Grönländer gegenüber im Gasthof Zu den drei Rosen wohnende Schriftsteller Jean Paul (1763–1825) die volkstümliche Bezeichnung des Hauses zum Anlass, sein erstes Buch im Jahr 1783 Grönländische Prozesse zu betiteln.